# Angelo Marcello Cardani
Angelo Marcello Cardani (Milano, 26 luglio 1949) è un docente italiano, è stato presidente dell'Autorità per le garanzie nelle comunicazioni dal luglio 2012 al 2020.

## Biografia
Si è laureato in economia e commercio all'Università Bocconi, dove è diventato professore associato di economia politica. Ha svolto alcuni ruoli istituzionali nell'ambito dell'Unione europea, dove è stato membro del gabinetto del commissario europeo Mario Monti per il mercato interno e capo di gabinetto aggiunto del commissario europeo Mario Monti per la politica della concorrenza.
L'11 luglio 2012 è stato nominato presidente dell'Autorità per le garanzie nelle comunicazioni con decreto del presidente della Repubblica su indicazione del Consiglio dei ministri, e senza alcuna procedura di valutazione comparativa, Cardani succede a Corrado Calabrò rimasto in carica per 7 anni dal 2005 al 2012.